# Austrogomphus angelorum
Austrogomphus angelorum – gatunek ważki z rodziny gadziogłówkowatych (Gomphidae). Endemit południowo-wschodniej Australii, znany jedynie z pięciu stanowisk nad rzeką Murray.